# ファッキング・ヘル
ファッキング・ヘル（ドイツ語: Fucking Hell）はオーストリアの村名、フッキングを銘するビールである。アルコール度数は4.9パーセント。「フッキング（Fucking）村のヘレス（Helles・ビールの一品種）」であるためこの名称がついているが、英語の卑語と綴りを同じくするこのビールの名前は論議を呼び、フッキング村と欧州連合知的財産庁はこの名前に異議を唱えていた。

## 生産
このビールはフッキング村ではなく、ドイツのバーデン＝ヴュルテンベルク州ヴァイルハイムのヴァルトハウス（Waldhaus）で醸造されている。2013年より製造場所はケムニッツ近郊の自治体、ハートマンスドルフのBrauerei Hartmannsdorfに移った。同ビールが作られ始めたとき、フッキング村に醸造所は存在しなかった。厳密にいえばファッキング・ヘルはピルスナーであり、正確な意味でのヘレスではない。伝統的な製法で作られたヘレスは麦芽の風味がし、見た目もより黒みがかっている。同ビールは正式には「シュヴァルツヴァルトのピルスナー」と呼ぶべきものである。

## 歴史

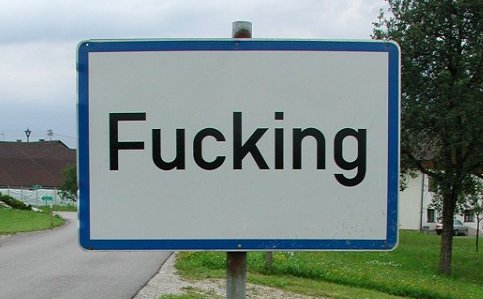
フッキングの道路標識。

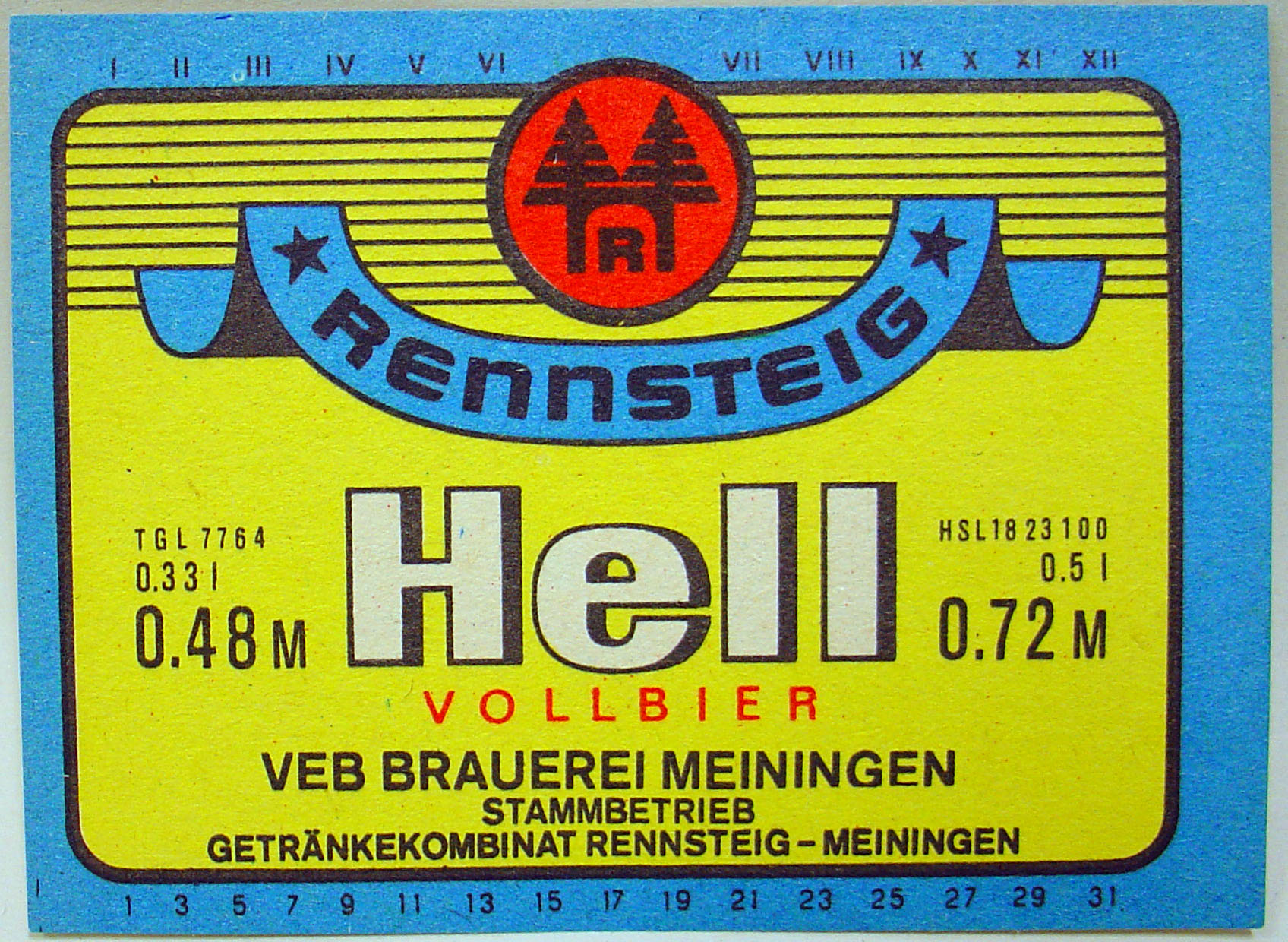
『Rennsteig Hell』。ドイツビールには『（地域名）・ヘル』と銘するビールが数多く存在する。

2010年にドイツ人ビジネスマンのシュテファン・フェレンベルク（Stefan Fellenberg）、フロリアン・クラウゼ（Florian Krause）とハンス＝ヨルグ・シャーラー（Hans-Jörg Schaller）はビールの新しいブランドを考案した。クラウゼはフッキングの20キロメートル先にあるバイエルン州バート・ライヘンハル出身だったこともあり、彼らはフッキングの名前を銘するヘレスビールがあれば面白いのではないかと考えた。彼らは「Fucking Hell」を欧州共同体商標として登録出願した。
欧州連合知的財産庁は「罵倒語を含んでいる」としてこの出願を拒否したが、フェレンベルクとクラウゼは「Fucking」はオーストリアの村名であり、「Hell」はオーストリアおよび南ドイツでペールラガーを意味する言葉であることを示した。欧州連合知的財産庁は「この言葉は否定的な意味を持つ間投詞であるが、この商標は誰かに向けられた卑語ではない。他の言語で多義的意味を持つといえども、存在する地域の名称をこのような方式で引用することが非難すべきことだとは考えられない」として同商標を許可した。
フェレンベルクとクラウゼは「Fucking Hell」のブランドを衣服や食料品といった他の分野にも広げようとしている。このビールは2011年現在も売り続けられている。